# 나이스게임TV 리그 오브 레전드 배틀
나이스게임TV 리그 오브 레전드 배틀 (NicegameTV League of legends Battle, NLB)은 라이엇게임즈가 주최하고 나이스게임TV가 주관한 대회이다. 온게임넷의 리그 오브 레전드 주관 대회인 리그 오브 레전드 챔피언스의 하부리그로 진행되었다. 연간리그로 진행되는 챔피언스의 각 계절별 시즌과 맞춰서 진행되었으며 이 대회는 2015년부터 리그 오브 레전드 챌린저스 코리아로 기능이 이전되어 진행된다.

## 정규 리그

### 나이스게임TV 리그 오브 레전드 배틀 스프링 2012
- 우승: 거품게임단, 준우승: 光, 3위 : SemicolonS, 4위 : IFD

### 나이스게임TV 리그 오브 레전드 서머 2012
- 우승: MVP White, 준우승: Tempest, 3위 : PsW Ares, 4위 : Hope

### 나이스게임TV 리그 오브 레전드 배틀 윈터 2012-2013
- 우승: GSG , 준우승: CJ 엔투스, 3위 : 나진 Shield, 4위 : MVP Blue

### 나이스게임TV 리그 오브 레전드 배틀 스프링 2013
- 우승: 나진 Sword , 준우승: 나진 Shield , 3위 : KT 롤스터 B , 4위 : SK텔레콤 T1 #1

### 나이스게임TV 리그 오브 레전드 배틀 서머 2013
- 우승: 나진 Black Sword , 준우승: LG-IM #2 , 3위 : 나진 White Shield , 4위 : 진에어 그린윙스 Falcons

### 나이스게임TV 리그 오브 레전드 배틀 윈터 2013-2014
- 우승: CJ 엔투스 Blaze , 준우승: 나진 Black Sword , 3위 : 삼성 갤럭시 Blue , 4위 : Xenics Storm

### 나이스게임TV 리그 오브 레전드 배틀 스프링 2014
- 우승: CJ 엔투스 Frost , 준우승: 나진 Black Sword , 3위 : SK텔레콤 T1 K , 4위 : KT 롤스터 Bullets

### 나이스게임TV 리그 오브 레전드 배틀 서머 2014
- 우승: SK텔레콤 T1 K , 준우승: 나진 Black Sword , 3위 : 나진 White Shield , 4위 : 진에어 그린윙스 Stealths

## 리그 오브 레전드 챔피언스와의 연계 방식

### 2012 스프링 ~ 2012 서머 시즌
NLB 우승을 차지한 팀은 리그 오브 레전드 더 챔피언스 스프링 4위 팀과 시드 챌린지 경기를 치른다. 승리 팀에게 리그오브레전드 더 챔피언스의 차기 시드를 부여한다. NLB 2위 팀부터 4위 팀 까지는 리그오브레전드 더 챔피언스의 차기 오프라인 예선 시드를 획득한다.

### 2012 윈터 ~ 현 시즌
리그 오브 레전드 챔피언스와 나이스게임TV 리그 오브 레전드 배틀의 리그 방식이 전체적으로 대폭 변경되면서 연계 방식도 바뀌었다.
리그 오브 레전드 챔피언스에서 16강(혹은 12강)과 8강에서 탈락한 8개팀이 NLB에 참여하게 된다. 16강 탈락팀은 플래티넘 리그에 합류하고, 8강 탈락팀은 다이아 리그에 합류하게 된다. NLB 우승팀은 차기 리그 오브 레전드 챔피언스 본선에 진출한다.

## 시청
나이스게임TV 홈페이지, 아프리카, 유스트림, 네이버 등을 통해 시청이 가능하다.

## 기록과 통계
| 팀                 | 우승 | 준우승 | 우승 시즌              | 준우승 시즌                          |
| ------------------ | ---- | ------ | ---------------------- | ------------------------------------ |
| 나진 블랙 소드     | 2    | 3      | 2013 스프링, 2013 서머 | 2013-14 윈터, 2014 스프링, 2014 서머 |
| 거품게임단         | 1    | 0      | 2012 스프링            |                                      |
| MVP 화이트         | 1    | 0      | 2012 서머              |                                      |
| GSG                | 1    | 0      | 2012-13 윈터           |                                      |
| CJ 엔투스 블레이즈 | 1    | 0      | 2013-14 윈터           |                                      |
| CJ 엔투스 프로스트 | 1    | 0      | 2014 스프링            |                                      |
| SK텔레콤 T1 K      | 1    | 0      | 2014 서머              |                                      |
| 光                 | 0    | 1      |                        | 2012 스프링                          |
| Tempest            | 0    | 1      |                        | 2012 서머                            |
| CJ 엔투스          | 0    | 1      |                        | 2012-13 윈터                         |
| 나진 화이트 실드   | 0    | 1      |                        | 2013 스프링                          |
| LG-IM #2           | 0    | 1      |                        | 2013 서머                            |

## 같이 보기
- 라이엇 게임즈
- 리그 오브 레전드
- 나이스 게임 TV
- 리그 오브 레전드 챔피언스
- 리그 오브 레전드 챌린저스 코리아